# Anton Erhard Martinelli
Anton Erhard Martinelli (Vienna, 1684 – Vienna, 15 settembre 1747) è stato un architetto austriaco di origine italiana.

## Biografia
Era figlio dell'architetto Francesco Martinelli, che dalla zona del lago di Como si era trasferito a Vienna.
Anton Erhard Martinelli diresse la costruzione di numerosi edifici importanti a Vienna, come la chiesa di San Carlo Borromeo e il palazzo Schwarzenberg e il rifacimento della chiesa dell'Ordine Teutonico. Progettò il palazzo Thinnfeld di Graz e la Casa degli Invalidi di Budapest, oggi municipio. 
In collaborazione con il fratello Giovanni Battista Martinelli progettò diverse chiese barocche nell'Impero asburgico, fra cui la cattedrale della Santissima Trinità a Blaj. Per la famiglia Esterházy fu impegnato in diversi progetti, fra cui la villa di campagna a Fertőd. Lavorò anche al palazzo Lanschütz di Bernolákovo e al palazzo di Veľký Biel nella Slovacchia occidentale e alla ristrutturazione del Castello Zrinski di Čakovec, in Croazia.
Morì a Vienna nel 1747.

## Opere principali

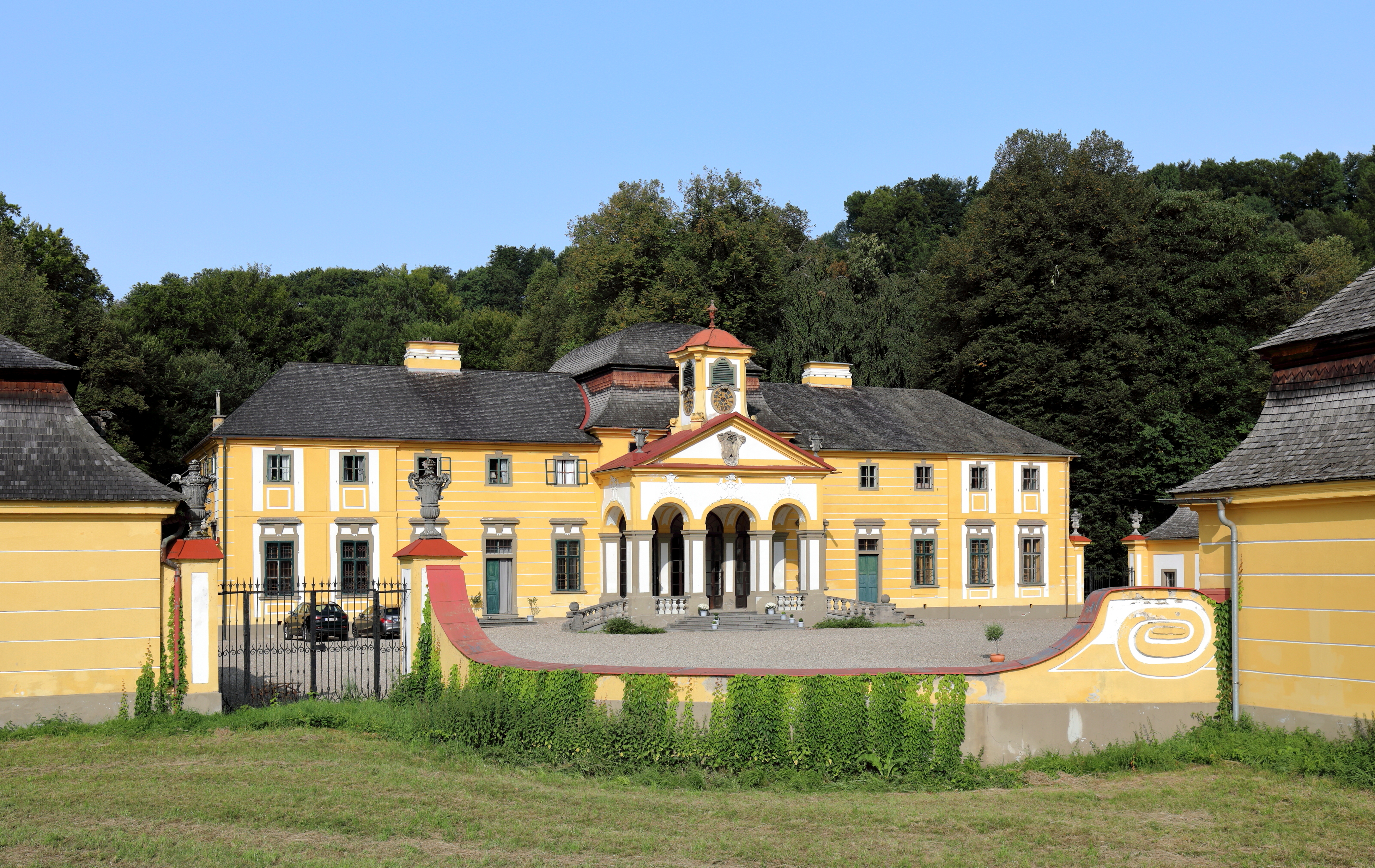
Il Castello di Neu-Wartenburg a Timelkam.

- chiesa di San Carlo Borromeo a Vienna;
- Palazzo Schwarzenberg a Vienna;
- Chiesa dell'Ordine Teutonico a Vienna;
- Casa degli Invalidi di Budapest;
- La Cattedrale della Santissima Trinità a Blaj;
- Castello di Vranov nad Dyjí;
- Castello di Hluboká nad Vltavou;
- Villa di campagna Esterházy a Fertőd (poi Palazzo Eszterházy);
- Palazzo Lanschütz a Bernolákovo;
- Palazzo di Veľký Biel;
- Castello Zrinski a Čakovec;
- Palazzo Thinnfeld a Graz;
- Castello di Neu-Wartenburg a Timelkam;
- Chiesa di San Giacomo a Kostelec na Hane;
- Municipio di České Budějovice.